# Countdown (jeu télévisé)
Pour les articles homonymes, voir Countdown.
 (avril 2017).
Si vous disposez d'ouvrages ou d'articles de référence ou si vous connaissez des sites web de qualité traitant du thème abordé ici, merci de compléter l'article en donnant les références utiles à sa vérifiabilité et en les liant à la section « Notes et références ».
Countdown est la version britannique du jeu télévisé français Des chiffres et des lettres. 
L'émission passe depuis le 2 novembre 1982 sur Channel 4 et plus de 4 500 épisodes ont déjà été diffusés. Ce fut la première émission de la chaîne.

## Histoire de l'émission
Entre 1982 et 2008, il y a eu quelques présentateurs, notamment Carol Vorderman, Richard Whiteley, Des Lynam et Des O'Connor.
Carol Vorderman fut la deuxième femme à parler sur Channel 4. Elle a participé à toutes les émissions de l'histoire du jeu jusqu'à son départ en 2008. Les lettres et les chiffres sur Countdown ne sont pas générés par un ordinateur, mais par des plaques lettrées et numérotées. Vorderman tirait les lettres de la cave et les mettait sur le tableau. Après la fin du temps, elle mettait les lettres dans le bon ordre pour afficher la meilleure solution trouvée par les joueurs. Elle sélectionnait aussi les chiffres, et donnait la solution si les concurrents n'arrivaient pas à la trouver. Elle a une licence en ingénierie de l'Université de Cambridge, Angleterre.
Richard Whiteley, de son vrai nom John Richard Whiteley, fut le présentateur entre 1982 et 2005. Il a présenté plus de 4000 émissions consécutives, sauf une émission le 25 décembre 1997 quand il a disputé une partie contre Vorderman. Il a reçu un OBE en 2004 puis est mort en 2005 à l'âge de 61 ans. Avec ses autres émissions, il détient le record pour le plus grand nombre d'apparitions à la télé au Royaume-Uni.
Des Lynam est devenu le présentateur après la mort de Richard. Il fut le présentateur de Match of the Day, une émission de football en Angleterre et avait déjà fait des centaines d'apparitions à la télé au Royaume-Uni. Lynam a quitté l'émission après seulement un an, et a été remplacé par Des O'Connor.
O'Connor est un ancien chanteur au Royaume-Uni. Il a aussi fait de nombreuses autres émissions, y compris The Des O'Connor Show et Des O'Connor Tonight. Il a présenté Countdown entre janvier 2007 et décembre 2008.
Les producteurs de l'émission, notamment des anciens concurrents du jeu : Damian Eadie, Mark Nyman et Mike Wylie.

## Départ de Vorderman et O'Connor
Le 23 juillet 2008, Des O'Connor a annoncé qu'il voulait quitter Countdown pour se concentrer sur ses autres projets médiatiques. Le 25 juillet, Granada Productions, le propriétaire de Countdown, a annoncé que Vorderman aussi quitterait Countdown. Le budget de Countdown étant réduit du fait que le nombre de spectateurs de Countdown est en baisse, Vorderman se disait prête à accepter une réduction de 33 % de son salaire, mais Granada Productions insistait pour qu'elle accepte une réduction de 90 %. Elle a quitté l'émission après cette dispute. 
Jeff Stelling a été sélectionné pour remplacer Des O'Connor, après que l'acteur Alexander Armstrong a refusé le rôle. Rachel Riley, qui a une licence en mathématiques de l'Université d'Oxford, a été choisie pour remplacer Vorderman. Elle a 22 ans et Vorderman avait 21 ans en 1982 quand l'émission a commencé.

## La formule du jeu

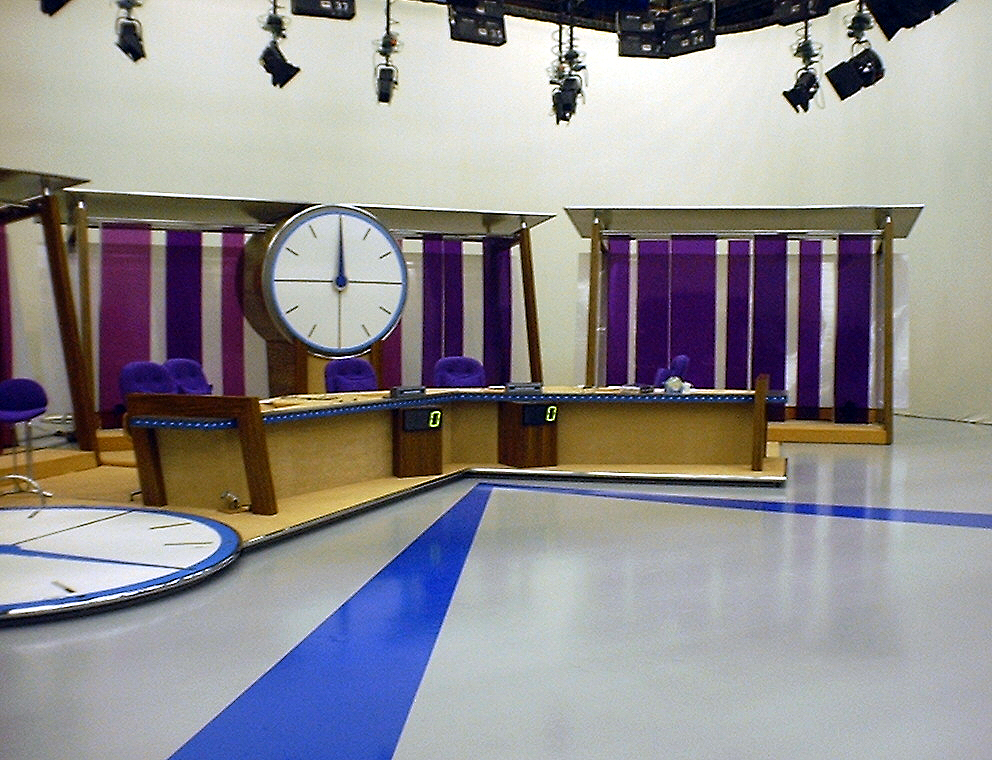
Les YTV Studios où l'émission est tournée.

Jusqu'à 2002 le jeu était composé de neuf tours. Désormais, il y a 15 tours :
1. Lettres
2. Lettres
3. Chiffres
4. Lettres
5. Lettres
6. Chiffres
7. Lettres
8. Lettres
9. Chiffres
10. Lettres
11. Lettres
12. Lettres
13. Lettres
14. Chiffres
15. Conundrum (une anagramme de 9 lettres)

Les jeux de lettres sont composés de neuf lettres tirées aléatoirement. Le concurrent ne peut choisir que le nombre de voyelles et de consonnes. Les joueurs annoncent la solution la plus longue qu'ils ont pu trouver. Seul le mot le plus long gagne les points. Un mot faux vaut zéro point. Les lettres ne sont pas générées par un ordinateur mais par des plaques lettrées que l'hôtesse tire. Les joueurs disposent de 30 secondes.
Les jeux de chiffres sont composés de six chiffres entre 1 et 100 avec une cible entre 100 et 999 (à noter, les cibles possibles sur Des chiffres et des lettres sont 101 à 999). Les joueurs doivent parvenir à la cible en utilisant les chiffres et les quatre opérations d'arithmétique. Les joueurs disposent de 30 secondes et non pas de 45 secondes comme à Des chiffres et des lettres.
Le conundrum (énigme) est simplement une anagramme de neuf lettres avec une solution unique. Seul le joueur qui est le premier à trouver la solution reçoit les points. Les joueurs arrêtent le chronomètre en appuyant sur un buzzer et doivent donner tout de suite leur solution. Si le joueur donne une solution incorrecte, l'autre candidat dispose du reste du temps seul pour trouver la solution.

## Les champions et les tournois des champions
Chaque série dure six mois. Après six mois, les huit joueurs qui ont gagné le plus de matchs disputent les quarts de finale. Un joueur doit gagner son quart de finale, sa demi-finale et la finale pour devenir champion d'une série. Il y a eu actuellement 61 champions de Countdown, le dernier étant Chris Davies d'Angleterre en décembre 2009.
Après quatre séries, huit ou seize joueurs sont invités à participer au concours « le Tournoi des champions ». Un joueur peut gagner tous ses matchs et devenir le « champion des champions ». Il y a eu treize « champions des champions » et un « champion suprême », Harvey Freeman.